# Experimentul lui Joule

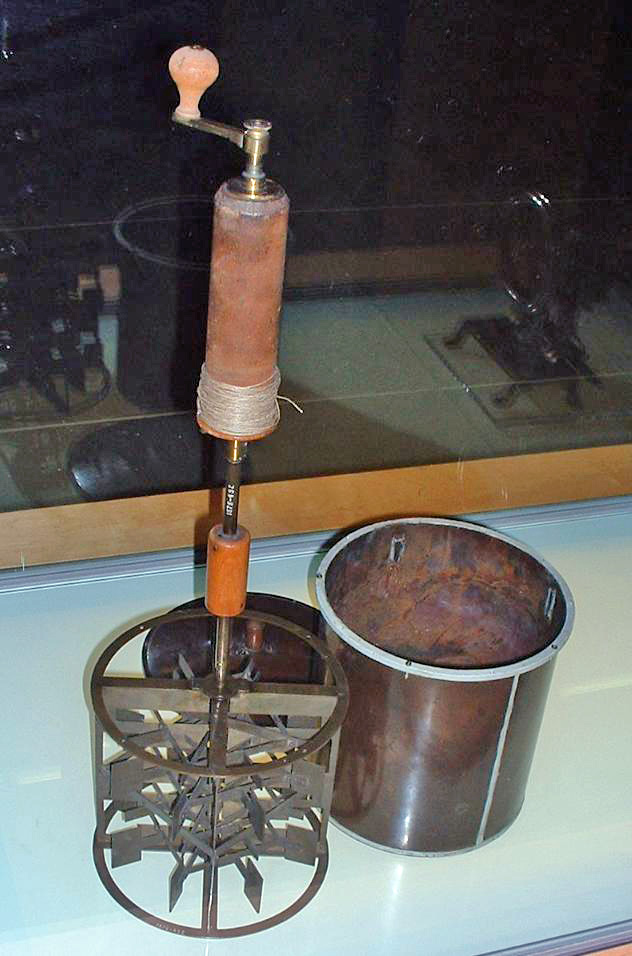
Dispozitivul experimental al lui Joule

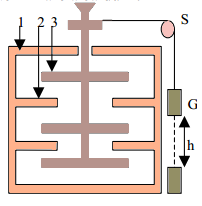
Schiţa experimentului
1. Vas de cupru
2. Palete pe pereții vasului
3. Agitator

Experimentul lui Joule a permis fizicianului englez să determine echivalentul mecanic al caloriei .
Pentru aceasta Joule a realizat un dispozitiv relativ simplu format dintr-un vas de cupru, izolat termic, în care se află apă asupra căreia acționează un agitator, prevăzut cu palete, care efectuează o mișcare de rotație în plan orizontal.
Pereți vasului sunt prevăzuti cu alte palete care să frâneze mișcarea apei în timpul rotației agitatorului.
Agitatorul este pus în mișcare de o greutate prin intermediul unui cablu trecut peste un scripete.
Prin căderea greutății pe o distanță h, lucrul mecanic efectuat de greutate (deci și de agitator) este opus scăderii energiei potențiale {\displaystyle \Delta E_{p}=-Gh.}
Pentru determinarea căldurii degajate în vasul cu apă, se măsoară temperatura acesteia cu ajutorul unui termometru.
Joule a stabilit că există o proporționalitate între lucrul mecanic consumat și căldura degajată:
{\displaystyle L={\mathcal {J}}\cdot Q,}
unde {\displaystyle {\mathcal {J}}} este echivalentul mecanic al caloriei .
Prin acest experiment, Joule a stabilit că același lucru mecanic produce întotdeauna aceeași căldură.
Această echivalență rămâne adevărată chiar dacă lucrul mecanic este produs prin schimb de căldură.